# Broodberg
De Broodberg is een 77,7 meter hoge heuvel in een stuwwal in de Nederlandse provincie Gelderland.
De heuvel in het noordoostelijke deel van de Veluwe ligt in het grensgebied tussen de gemeenten Epe, Nunspeet en Apeldoorn, een kleine vijf kilometer ten noorden van de Torenberg.